# Idioma protonigerocongoles
El Protonigerocongoles o proto-Níger-Congo es la hipotética protolengua reconstruida a partir de evidencias y similitudes compartidas por la familia de lenguas africanas Níger-Congo.

## Validez y estatus epistémico
A diferencia del grupo nilosahariano, la macrofamilia de lenguas nigerocongolesas sí tiene gran aceptación entre los lingüistas y africanistas como unidad filogenética válida. Glotolog 4.4 acepta como válido la agrupación Atlántico-Congo (que incluiría el grupo Níger-Congo, pero excluye los grupos mandé, kru, siamou, cordofano, dogón e ijoide).

## Origen
Blench (2006, 2016) propone que el Protonigerocongoles se originó entre 11 y 10 000 años antes del presente en la parte occidental del "Sahara Verde" de África (aproximadamente el Sahel y el sur del Sáhara), y que su dispersión puede correlacionarse con la difusión del arco y la flecha por parte de los cazadores-recolectores migratorios.

## Fonología

### Tonos
Larry Hyman (2016) reconstruye dos Niveles contrastantes para el Protonigerocongoles, que son:
- *H (tono alto)
- *L (tono bajo)

### Estructura silábica
Tradicionalmente se supone que Proto-Níger-Congo tenía una estructura de raíz disilábica similar a la del proto-bantú, (C)V-CVCV. (Williamson 2000, However, Roger Blench (2016) propone una estructura silábica trisilábica (CVCVCV) para las raíces Protonigerocongolesas, whilemientras que Konstantin Pozdniakov (2016) sugiere que la principal estructura prototípica de las raíces Protonigerocongolesas son *CVC, junto con variaciones disilábicas, trisilábicas y otras.

## Morfología

### clases de sustantivos
Se pueden reconstruir clases de sustantivos para el Protonigerocongoles. Los prefijos de clases sustantivas en Protonigerocongoles incluyen:
- clase 1: prefijo para humano singular
- clase 2: prefijo para humano plural
- clase 6A: prefijo para sustantivos líquidos y masivos ("incontables")

A continuación se muestran algunos marcadores de clase de sustantivos de Níger-Congo (Good 2020:145, de Schadeberg 1989:72):
| Branch                   | 1    | 1 (semantic category) | 3    | 4      | 4 (categoría semántica) | 5    | 6    | 6 (categorías semánticas) | 6a   | 6a (Categoría semántica) |
| ------------------------ | ---- | --------------------- | ---- | ------ | ----------------------- | ---- | ---- | ------------------------- | ---- | ------------------------ |
| Cordofanas               | *gu- | humanos               | *gu- | *j-    | ‘arbol’                 | *li- | *ŋu- | ‘egg’                     | *ŋ-  | líquidos                 |
| Atlánticas               | *gu- | humanos               | *gʊ- | *Ci-   | ‘árboles’               | *de- | *ga- | ‘cabeza, nombre’          | *ma- | líquidos                 |
| Oti–Volta (Gur)          | *-ʊ  | humanos               | *-bʊ | *-Ci   | ‘arbol’                 | *-ɖɪ | *-a  | ‘huevo, cabeza’           | *-ma | líquidos                 |
| Ghana–Togo (Kwa)         | *o-  | humanos               | *o-  | *i-    | ‘leña’                  | *li- | *a-  | ‘huevo, cabeza, nombre’   | *N-  | líquidos                 |
| Benue–Congo              | *u-  | humanos               | *u-  | *(t)i- | ‘arbol’                 | *li- | *a-  | ‘huevo, cabeza, nombre’   | *ma- | líquidos                 |
| PROTO-BANTÚ (sustantivo) | *mu- | humanos               | *mu- | *mi-   | ‘arbol’                 | *i̧-  | *ma- | ‘huevo, nombre’           | *ma- | líquidos                 |
| Bantú (pronombre)        | *ju- |                       | *gu- | *gi-   |                         | *di- | *ga- |                           | *ga- |                          |

### Extensiones verbales
A continuación se muestran algunas extensiones verbales Protonigerocongolesas, protobantúes y proto-Atlántico. (Good 2020:146, de Hyman 2007: 157):
| Tipos de sufijos | Protonigerocongoles | Protobantú | Proto-Atlántico |
| ---------------- | ------------------- | ---------- | --------------- |
| aplicativo       | *-de                | *-ɪd       | *-ed            |
| causativo        | *-ci, *-ti          | *-ic-i     | *-an            |
| pasivo           | *-o                 | *-ɪb-ʊ     | *-V[+antras]    |
| recíproca        | *-na                | *-an       | *-ad            |
| reversivo        | *-to                | *-ʊd       | *-ɪt            |

Por ejemplo, en suajili:
- raíz verbal: penda 'amar'
  - recíproca: pendana 'para amarnos el uno al otro'
  - aplicativo: pendea 'Amar para'
  - Causativo: pendeza 'complacer'

## Pronombres
A continuación se muestran las reconstrucciones de los pronombres del Protonigerocongoles de Güldemann (2018), para los pronombres de primera y segunda persona (singular y plural).
|             | singular    | plural     |
| ----------- | ----------- | ---------- |
| 1.ª persona | *mVanterior | *TVcerrado |
| 2.ª persona | *mVanterior | *NVcerrado |

Babaev (2013) es un estudio detallado de los pronombres en las lenguas nigerocongolesas, junto con reconstrucciones detalladas.

## Numerales
Konstantin Pozdniakov (2018) ha publicado una reconstrucción detallada de los números Protonigerocongoleses, así como reconstrucciones completas de las ramas de orden inferior del filo Níger-Congo. Pozdniakov (2018: 293) and Güldemann (2018: 147) reconstruct the following numerals for Proto-Niger–Congo.
| Números | Protonigerocongoles (Pozdniakov 2018) | Protonigerocongoles (Güldemann 2018) |
| ------- | ------------------------------------- | ------------------------------------ |
| 1       | *ku-(n)-di (> ni/-in), *do, *gbo/*kpo |                                      |
| 2       | *ba-di                                | *Ri                                  |
| 3       | *tat / *tath                          | *ta(C)                               |
| 4       | *na(h)i                               | *na(C)                               |
| 5       | *tan, *nu(n)                          | *nU                                  |
| 6       | 5+1                                   |                                      |
| 7       | 5+2                                   |                                      |
| 8       | *na(i)nai (< 4 reduplicado)           |                                      |
| 9       | 5+4                                   |                                      |
| 10      | *pu / *fu                             |                                      |
| 20      | < ‘persona’                           |                                      |

Los números del 6 al 9 se forman combinando números inferiores, mientras que "20" se deriva de "persona".